# 열세 명의 최초의 프라임
열세 명의 최초의 프라임 (Thirteen Original Primes) 또는 열세 명의 최초의 트랜스포머 (Thirteen Original Transformers)는 최초의 트랜스포머를 말하며 우주가 탄생한 초기에서 프라이머스가 유니크론에 맞서 싸우기 위해 창조하였다. 13명은 프라이머스를 도와 유니크론을 물리쳤다.
직위를 설명하는 프라임과는 다른 개념이다.

## 상세
다른 작품들이나 다른 세계관에서 이들의 기원이나 행동 등이 판이하게 다르게 나타나더라도, 모두 다중우주에서 차원을 뛰어 넘어온 동일 인물이다. 탄생 순서로 나열되어 있다.

## 구성
멀티버스 열 세명과 컨버전스의 열 세명으로 다르게 분류되어 있으며 목록의 있는 일원은 컨버전스의 열 세명으로 작성되어있어 있으며 탄생 순으로 나열되어있다. 2018년의 발간된 원작 G1 세계관에 포함되는 IDW G1 코믹스 세계관 리부트이후 앞으로 계획된 트랜스포머 세계관에 나올 열세 명의 프라임들은 컨버전스의 열 세명에 기반으로 계획될 모양이다.

### 목록
- 프리마 (Prima) (리더)
- 벡터 프라임 (Vector Prime)
- 알파 트라이온 (Alpha Trion)
- 솔러스 프라임 (Solus Prime)
- 마이크로너스 프라임 (Micronus Prime)
- 알케미스트 프라임 (Alchemist Prime)
- 넥서스 프라임 (Nexus Prime)
- 오닉스 프라임 (Onyx Prime)
- 아말가머스 프라임 (Amalgamous Prime)
- 쿠인테스 프라임 (Quintus Prime)
- 리즈 맥시모 (Liege Maximo)
- 메가트로너스 프라임 (Megatronus Prime) (폴른)
- 서틴스 프라임 (Thirteenth Prime)

## 기타
- 실사영화 세계관에서는 프라임 왕조라는 설정으로 등장하며 7명만 등장한다. (세계관 설정 오류가 있다.) 프라임 왕조는 영화 세계관에서만 사용되는 설정이다. IDW 코믹스에서는 13명이다.

- 센티넬 프라임은 열세 명의 최초의 프라임의 일원이 아니였으며 최초의 프라임들의 시대 이후로부터 오랜시대가 지난 후 뽑힌 프라임이다. 다른 세계관, 다른 트랜스포머 작품의 센티넬 프라임도 등장하나 다른 인물들이다.

- 옵티머스 프라임은 13번째 프라임(서틴스 프라임)으로 마지막 프라임이 아니다. 마지막 프라임인 옵티머스 프라임은 13번째 프라임이 오라이언 팩스 (Orion Pax)로 환생한 이후 오라이언이 승급된 것이다. (얼라인드 세계관) 다른 세계관, 다른 트랜스포머 작품의 옵티머스 프라임도 등장하나 다른 인물들이다.

2014년 AOE에서는 아예 언급도 없다.
프라임 왕조가 아닌 기사단 일원이라고 한다.
설정오류로 판단되나 시카고 전쟁 이후 2014년 쯤 판테온의 기사단 중 한명이 옵티머스한테 접근한다. 자신의 실수로 사이버트론을 파괴한 것이 마음에 걸렸고, 사이버트론을 재건하기 위해서 기사단 일원이 되어 활동할 수 있다는 추측성이 있다. 
2017 TLK에서는 
프라임 왕조와 아이아콘 오브 나이츠이라는
설정추가를 했다고 생각하면 되고 
쿠인테사는 쿠인테스 프라임과 쿠인테슨 설정과 섞었다. 그녀가 생명의 프라임이라는 것은 거짓말이고 쿠인테슨과 그들의 하수인들이 올스파크로 현생 사이버트로니안을 만들게 된것이라고 생각하면 된다.
2007년 초기 각본에서는 메가트론과 옵티머스 프라임이 프라임 왕조의 쌍둥이 아들,형제였다고 한다. 
올스파크와 관련되어서 이야기를 하는데
4편 초기 설정에서는 옵티머스 프라임이 자신의 스파크로 트랜스포머를 만들었다고 한다.
1편을 보면 알겠지만 "범블비" 2018 삭제장면에서도 오마주가 된다. (1편과 2편 샘 웍웟키 집에서도)
Note:
1편과 2편에서 올스파크 에너지로 변형된 전자기기들이 설명이 된다.

## 같이 보기
- 트랜스포머